# Pseudocrossidium mendozense
Pseudocrossidium mendozense là một loài Rêu trong họ Pottiaceae. Loài này được (Mitt.) R.H. Zander miêu tả khoa học đầu tiên năm 1993.